# NGC 3705
NGC 3705 је спирална галаксија у сазвежђу Лав која се налази на NGC листи објеката дубоког неба.
Деклинација објекта је + 9° 16' 34" а ректасцензија 11h 30m 7,6s. Привидна величина (магнитуда) објекта NGC 3705 износи 11,0 а фотографска магнитуда 11,8. Налази се на удаљености од 18,368 милиона парсека од Сунца. NGC 3705 је још познат и под ознакама UGC 6498, MCG 2-29-39, CGCG 67-93, IRAS 11275+0933, PGC 35440.